# Burkhardt Lindner
Burkhardt Lindner (* 31. Oktober 1943 in Haus Escherde; † 7. Januar 2015 in Frankfurt am Main) war ein deutscher Literaturwissenschaftler und Germanist, der mit Werken über Walter Benjamin hervorgetreten ist.

## Leben
Lindner habilitierte sich im Jahr 1976. Er war Professor für „Geschichte und Ästhetik der Medien sowie für neuere deutsche Literaturwissenschaft“ an der Johann Wolfgang Goethe-Universität Frankfurt am Main, wo er bis zu seinem Tod die Arbeitsstelle Walter Benjamin leitete. Lindner hat zahlreiche Aufsätze und Bücher unter anderem zu Jean Paul, Bert Brecht, zur Ästhetischen Theorie Theodor W. Adornos und zu Walter Benjamin vorgelegt.